# NXT United Kingdom Championship
El NXT United Kingdom Championship  (Campeonato del Reino Unido de NXT, en español), fue un campeonato de lucha libre profesional creado por la promoción estadounidense WWE. Fue principalmente defendido en la marca NXT UK, marca hermana de NXT con sede en el Reino Unido, donde se convirtió en el central y más importante título.
Establecido el 15 de diciembre de 2016 como el WWE United Kingdom Championship, el campeón inaugural fue Tyler Bate, quien lo conseguiría tras ganar el primer WWE United Kingdom Championship Tournament el 15 de enero de 2017. El 4 de septiembre de 2022 en Worlds Collide, el título sería unificado en el NXT Championship, retirando oficialmente el campeonato en el proceso.

## Historia
En una conferencia de prensa en The O2 Arena el 15 de diciembre de 2016, Triple H reveló que habría un Torneo de 16 hombres por el Campeonato del Reino Unido de la WWE para coronar al campeón inaugural. El torneo tendrá un período de dos días, comenzando el 14 de enero de 2017 y culminando el 15 de enero de 2017, y se emitirá exclusivamente en WWE Network. A través de esto se piensa hacer una nueva serie de WWE Network producida en el  Reino Unido.
Tyler Bate es coronado en la final del WWE United Kingdom Championship Tournament, Campeón del Reino Unido de la WWE derrotando al también finalista Pete Dunne.
El título comenzó a aparecer en la marca NXT de la WWE cuando Bate debutó durante el 28 de enero de 2017, en las grabaciones de NXT en San Antonio, Texas, que se emitió el 1 de febrero. Durante las tomas del 1 de febrero en la base de la marca de Full Sail University en Winter Park, Florida, tuvo lugar la primera defensa del título, donde Bate derrotó a Trent Seven (emitido el 15 de febrero). El título fue defendido por primera vez fuera de la WWE cuando Bate retuvo el título contra Mark Andrews en un espectáculo para la promoción con sede en Londres, Progress Wrestling; el espectáculo tuvo lugar en Orlando, Florida el 31 de marzo como parte de WrestleMania Axxess. El primer cambio de título, así como la primera defensa al aire en vivo, tuvo lugar el 20 de mayo de 2017 en NXT TakeOver: Chicago, donde Pete Dunne derrotó a Bate para convertirse en campeón.

### Torneo inicial
La WWE ordenó un torneo inicial donde se definió el primer campeón los días 14 y 15 de enero de 2017.

## Campeones
Al 26 de julio de 2025, ha habido cinco reinados repartidos entre cuatro campeones. El campeón inaugural es Tyler Bate, que al 7 de julio de 2022 registra tres marcas referentes al campeonato. Primero el del luchador más joven en ser coronado campeón, ganando el título por primera vez a los 19 años, segundo el del luchador más liviano, pesando 79 kg en ese momento, y por último el del luchador más laureado, habiendo ganando dos veces el campeonato. En contraparte, Walter es el campeón más viejo, habiendo ganado el título a los 31 años, y el más pesado, pesando 135 kg. Walter además posee el reinado más largo del campeonato, con 870 días, mientras que el reinado de Tyler Bate es el más corto, con 59 días en su segundo reinado.

### Lista de campeones
| N.º | Campeón       | Lucha                   | Lucha                                  | Lucha                 | Estadísticas | Estadísticas | Estadísticas                                                                                            |
| N.º | Campeón       | Fecha                   | Evento                                 | Ubicación             | Reinado      | Días         | Notas                                                                                                   |
| --- | ------------- | ----------------------- | -------------------------------------- | --------------------- | ------------ | ------------ | --- |
| 1   | Tyler Bate    | 15 de enero de 2017     | United Kingdom Championship Tournament | Blackpool, Inglaterra | 1            | 125          | Derrotó a Pete Dunne en la final de un torneo para convertirse en el campeón inaugural.                 |
| 2   | Pete Dunne    | 20 de mayo de 2017      | NXT TakeOver: Chicago                  | Rosemont, Illinois    | 1            | 685          | [ 7 ]                                                                                                   |
| 3   | Walter        | 5 de abril de 2019      | NXT TakeOver: New York                 | Brooklyn, Nueva York  | 1            | 870          | El 17 de enero de 2020, el diseño del título cambió y se renombró como NXT United Kingdom Championship. |
| 4   | Ilja Dragunov | 22 de agosto de 2021    | NXT TakeOver 36                        | Orlando, Florida      | 1            | 319          | |
| —   | Vacante       | 7 de julio de 2022      | NXT UK                                 | Londres, Inglaterra   | —            | —            | Ilja Dragunov renunció al título después de sufrir una lesión. Emitido el 4 de agosto.                  |
| 5   | Tyler Bate    | 7 de julio de 2022      | NXT UK                                 | Londres, Inglaterra   | 2            | 59           | Derrotó a Trent Seven en la final de un torneo por el campeonato vacante. Emitido el 1 de septiembre.   |
| —   | Unificado     | 4 de septiembre de 2022 | Worlds Collide                         | Orlando, Florida      |              |              | |

## Reinados combinados
| N.º | Campeón       | Reinados | Días total |
| --- | ------------- | -------- | ---------- |
| 1   | Walter        | 1        | 870        |
| 2   | Pete Dunne    | 1        | 685        |
| 3   | Ilja Dragunov | 1        | 319        |
| 4   | Tyler Bate    | 2        | 184        |